# Luciano Foà
Luciano Foà (* 2. Januar 1915 in Mailand; † 25. Januar 2005 ebenda) war ein italienischer Literaturkritiker und Verleger. Er gründete 1962 gemeinsam mit anderen den Verlag Adelphi Edizioni.

## Leben
Foàs literarisches Wirken begann 1933. Zunächst trat er vor allem als Übersetzer in Erscheinung. 1937 lernte er Roberto Bazlen kennen, mit dem ihn eine lange Freundschaft verbinden sollte. Die beiden entwickelten Pläne für einen eigenen Verlag, die aber im Faschismus nicht verwirklicht werden konnten. Auch sein Freund Adriano Olivetti, langjähriger Chef der Firma Olivetti, war daran beteiligt.
1943 ging Foà in die Schweiz, 1945 kehrte er nach dem Ende des Zweiten Weltkriegs nach Italien zurück. 1947 trat er in die PCI ein, die er aber nach dem Ungarnaufstand 1956 wieder verließ. Er erklärte später, er sei mit den politischen Zielen der Partei weiterhin einverstanden, glaube aber nicht an deren „Philosophie oder Metaphysik“.
Von 1951 bis 1961 war er in leitender Position (segretario generale) beim Verlag Einaudi in Turin tätig. Er war auch dafür, die von Giorgio Colli und Mazzino Montinari vorbereitete Nietzsche-Ausgabe zu verlegen, wurde aber letztlich überstimmt, da der weiterhin als „Nazi-Philosoph“ geltende Nietzsche nicht ins eher linke Verlagsprogramm passte. Foà nahm dies zum Anlass, Einaudi zu verlassen und nun mit Roberto Bazlen, wie viele Jahre zuvor geplant, in Mailand den Verlag Adelphi zu gründen. Das nötige Kapital stellte Adriano Olivettis Sohn Roberto zur Verfügung. Als junger Mitarbeiter konnte Roberto Calasso gewonnen werden, unter dessen Führung der Verlag ab Anfang der 1970er sehr erfolgreich war. Der Verlag setzte sich von Gründung an als Ziel, auch außeritalienische Literatur, insbesondere europäische Klassiker der Moderne, in Italien zu verbreiten.
Foà starb 2005 im Alter von 90 Jahren in Mailand und wurde in Pré-Saint-Didier beigesetzt.